# Balogh János (politikus, 1796–1872)
Galántai Balogh János (Nagyendrőd, 1796. február 22. – Érsekújvár, 1872. január 11.) magyar politikus, alispán, országgyűlési követ, országgyűlési képviselő, honvédtiszt, kormánybiztos. Jogászi végzettséggel Bars vármegye tisztviselőjeként és országgyűlési követeként a reformellenzék egyik vezéregyénisége volt. Részt vett az 1848–49-es forradalom és szabadságharcban mint zászlóalj és dandárparancsnok. A temesvári csatavesztés után, Bem Józseffel együtt Törökországba emigrált. Távollétében halálra ítélték és hosszú számkivettség után időskorában térhetett vissza Magyarországra.

## Családja, pályakezdése
Balogh János komáromi alispán, Bars vármegye országgyűlési követe és Csúzy Apollónia fia. Felesége Skultéty Janka, akitől három gyermeke született. Gyula és Viktor nevű fia századosként szolgált az 1848–1849-es honvéd hadseregben. Balogh János jogi tanulmányok elvégzése után, 1823-ban Bars vármegye tisztviselője, és rövidesen az akkor formálódó helyi reformellenzék egyik vezéregyénisége lett.

## A vármegyei reformellenzék vezére
Kitűnő szónoki képességével már fiatalon rendkívüli népszerűséget szerzett vármegyéjében. Az elsők között volt, aki a jobbágyok felszabadítását és a zsidók emancipációját sürgette. Különös feltűnést keltett egy a vegyes házasságok ügyében tartott beszéde. Már pályája kezdetén szembe került a kormányzattal, amikor Bars vármegye tiszti karának 1823. májusi kollektív lemondása után az udvar hűtlenségi pert tervezett indítani ellene. A pert sikerült elkerülni, azonban a vármegye ellenzéki vezéregyéniségeit – köztük idősebb és ifjabb Balogh Jánost is – Bécsbe rendelték ahol I. Ferenc király személyes kihallgatáson dorgálta meg őket.

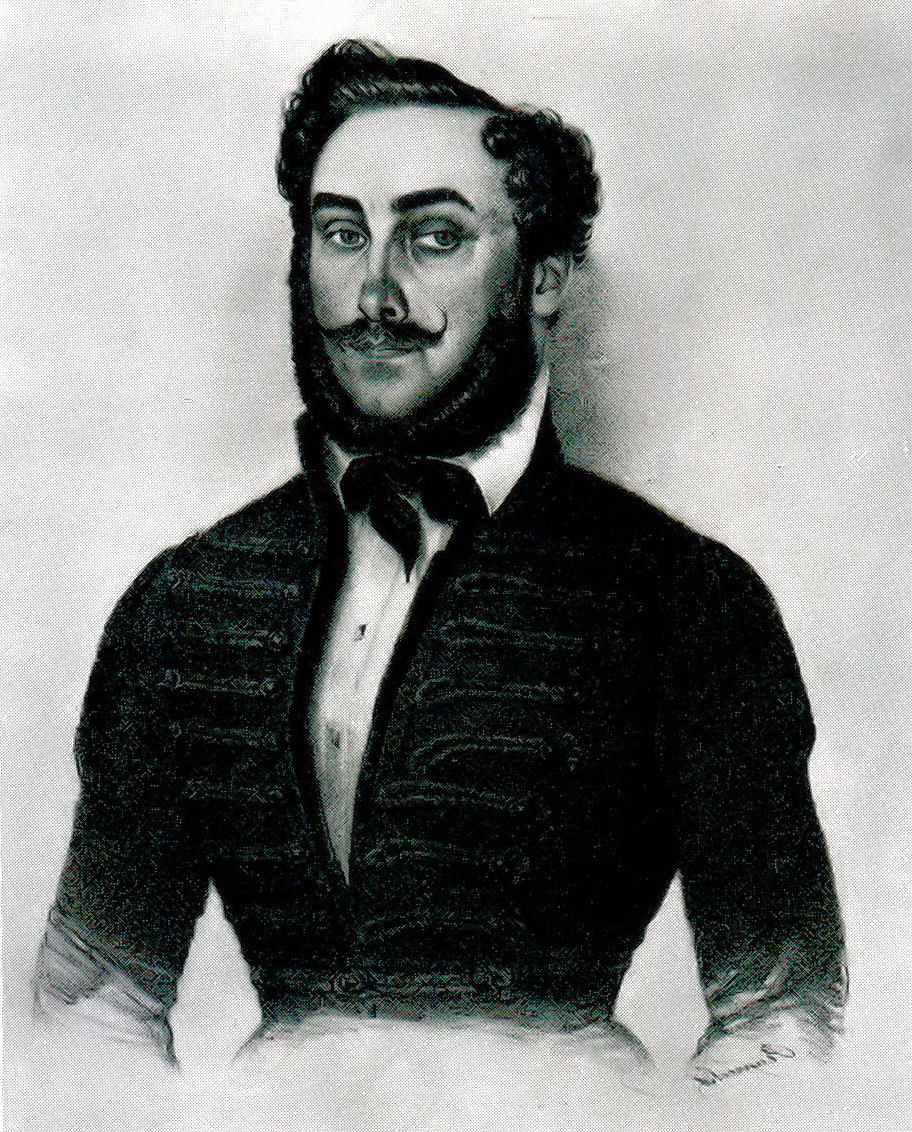
Balogh János, mint Bars vármegye követe (1830-as évek). Ruprecht János litográfiája

Apja halála után őt választották a vármegye követéül az 1832–1836. évi rendi országgyűlésre. Követtársa Majthényi László, majd Tarnóczy Kázmér lett. Balogh János tevékenyen részt vett az országgyűlés munkájában. Kölcsey Ferenc különösen kedvelte őt szabadelvűségéért és Kossuth Lajos is mesterének ismerte el a szónoklatban. Az 1830–1831. évi lengyel felkelés leverése után az országgyűlésben javasolta, hogy kérjenek diplomáciai közbenjárást az uralkodótól a lengyelek érdekében. A javaslatot nem szavazták meg. Az ez alkalommal mondott heves beszédéért 1834. január 3-án megrovásban részesült, de ez csak növelte népszerűségét.
1834. november 10-én, a végül elbukott örökváltság ügyének vitájakor nagy hatású beszédben ábrázolta a magyarországi közügyek és a magyar törvényhozás visszásságait. Szavai szerint „Így vész el hazánkban minden nemzeti ügy, s így fog elveszni mind addig, míg az országgyűlés úgy marad alkotva, a hogy most áll... ”  Felvetette, hogy aláírásgyűjtést kellene szervezni a jobbágyreform érdekében.
Az 1835. június 22-i országos ülésen Wesselényi Miklós érdekében elmondott beszédéért hűtlenségi pert indítottak ellene. A tét talán még nagyobb volt, mint Wesselényi esetében, mert – mint ahogy Deák Ferenc az alsótábla 1835. július 1-jei kerületi ülésen kifejtette – most már közvetlenül az országgyűlés szabad tanácskozása forgott veszélyben. A vitában indítványozott sérelmi feliratot, azonban a főrendek nem támogatták. A kormányzat mindent elkövetett Balogh visszahívása érdekében, 1835. július 23-án azonban gróf Keglevich János főispáni helytartó működése ellenére Bars vármegye ismét őt választotta követté. A szólásszabadságon esett sérelem kapcsán számos vármegye újabb követutasítással látta el országgyűlési követét és Bars vármegye mellett Abaúj és Szatmár is feliratot intézett a királyhoz, annak érdekében, hogy a Balogh ellen indított hűtlenségi pert szüntesse meg. Balogh János népszerűsége így annyira megnövekedett, hogy 1835. szeptember 13-án ez meg is történt.
A magyar ellenzék egyik évtizedeken át hangoztatott követelése volt, hogy a császári-királyi hadsereg magyar kiegészítésű ezredeinél csupán magyar születésű tiszteket alkalmazzanak, és magyar vezényleti nyelvet használjanak. Az 1830-as évekre a magyar liberális ellenzék ezt a nemzeti jellegű igényt a hadsereg polgári átalakításának igényével is kiegészítette. Balogh János 1836 áprilisában a Ludovika Akadémia megnyitásáról szóló vitában kifejtette, hogy a magyar katona ne pusztán katona, hanem egyúttal polgár is legyen, esküdjön fel az alkotmányra, és ha a nemzet ellen kívánják fordítani, „készebb legyen fegyverét letenni, mint hazája hóhérjának lenni”.
A Lovassy László elleni hűtlenségi per egyik vádpontja az volt, hogy Lovassy Balogh újraválasztásakor a kormány ellen izgatott, és feltehetően ez is szerepet játszott abban, hogy Balogh János vezetője lett annak a vármegyei küldöttségnek, amely 1837. január 12-én a Lovassy felmentése mellett szóló feliratot Bécsbe vitte. A küldöttséget sem a király, sem a magyar kancellária nem fogadta. Ennek kapcsán június 2-án ismét hűtlenségi pert indítottak ellene, ami ismét felmentéssel zárult.

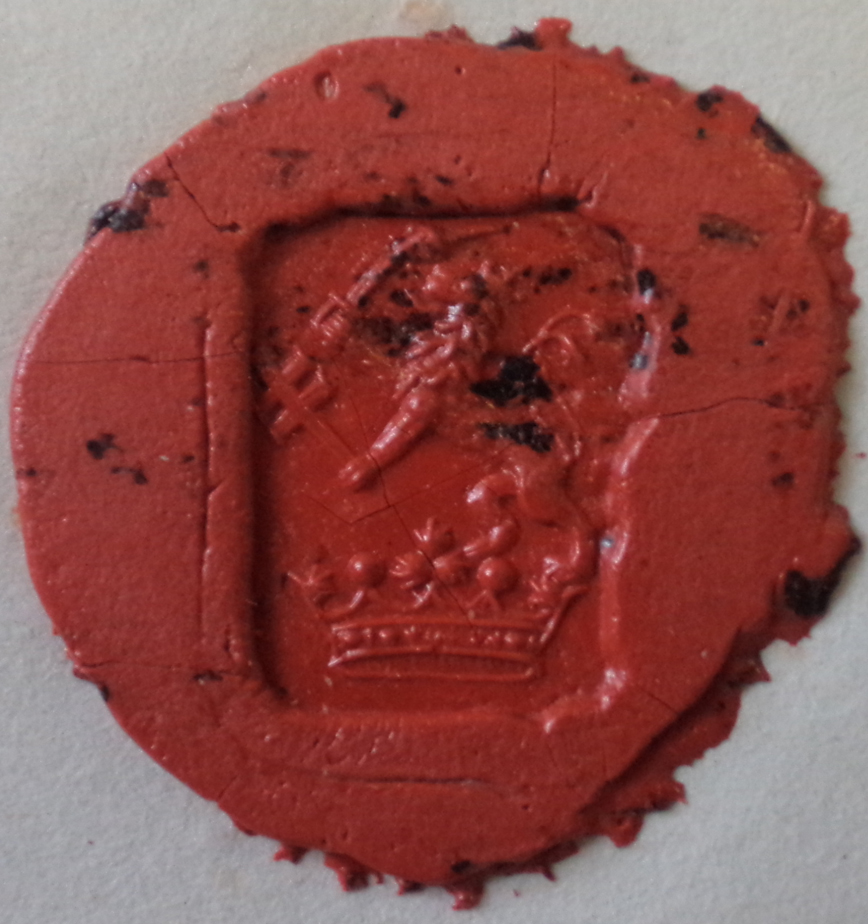
Pecsétje 1844-ből

Az 1839–1840. évi rendi országgyűlés előtt a kormányzat pozíciói némileg megerősödtek, számos vármegyében, így Bars vármegyében sem választották újra az addigi ellenzéki követeket. A fényűző életmódja miatt eladósodott Balogh János kénytelen volt kormányhivatalt vállalni, 1842–től 1845-ig Bars vármegye alispánja volt. 1845-ben, az adminisztrátori rendszer bevezetésekor a közvélemény ezért azzal gyanúsította meg, hogy adminisztrátori állásra pályázik. Ez ellentétes lett volna egész addigi politikai működésével, így népszerűsége csökkent. Balogh János az utolsó rendi országgyűléseken már nem vett részt.

## Szerepe az 1848–1849-es szabadságharcban
Az első népképviseleti országgyűlési választásokon Bars vármegye aranyosmaróti kerületében képviselővé választották. A képviselők baloldali érzelmű csoportjához tartozott. Az országgyűlés szeptember 14-i ülésén, Batthyány Lajos Madarász László interpellációjára adott írásbeli válasza után bizalmatlansági indítványt terjesztett elő a miniszterelnökkel szemben és követelte, hogy a kormányt adják Kossuth Lajos kezébe. Szavazásra az indítvány vitája alatt megérkező Kossuth Lajos fellépése következtében nem került sor. Balogh tagja lett az 1848. szeptember 16-án az osztrák nemzetgyűlés tájékoztatására Deák Ferenc vezetésével Bécsbe utazott küldöttségnek és felvette a kapcsolatot a császárváros radikálisaival.
Szeptember 28-án jelen volt Lamberg Ferenc pest–budai hajóhídon történt meggyilkolásánál. A későbbi vizsgálat alapján az osztrák hatóságok a gyilkosság tényleges elkövetőjének Kolosy Györgyöt, azonban felbujtónak, a gyilkosságért morálisan felelősnek Balogh Jánost tartották. Tényleges szerepe az egymásnak ellentmondó tanúvallomások alapján nem állapítható meg, bizonyítható azonban, hogy az események után igyekezett távol maradni a fővárostól. Először a fősereg táborába ment, majd onnan Csány László, a feldunai hadtest kormánybiztosa Székesfehérvárra küldte, hogy az ott állomásozó Franz Begg honvéd őrnagy hadoszlopánál szerezzen híreket Karl Roth vezérőrnagy horvát csapatainak mozdulatairól, illetve hollétéről. Csány tudni akarta, nem fenyeget-e az a veszély, hogy Roth serege oldalról beleütközik a magyar sereg főoszlopába. Balogh jelen volt a táci ütközetnél, majd október 5-én Bogdanovich Vilibáld torontáli képviselővel ő vitte Perczel Mór jelentését a fővárosba, és másnap beszámolt tapasztalatairól az országgyűlésnek. Ő adott hírt először a Görgei Artúr és Perczel Mór között kialakult ellentétről, amely később is komoly gondot okozott a magyar hadvezetésnek. Beszámolója következtében Görgei katonai tekintélye jelentősen megnőtt és ennek is köszönhető, hogy a későbbi fővezér és hadügyminiszter másnap ezredesi kinevezést és önálló csapatparancsnoki megbízatást kapott.
A beszámoló után visszatért a fősereg táborába, ahol október 19-én – más forrás szerint november 5-én – címzetes honvéd őrnagyi rangot kapott. Október 30-án részt vett a schwechati csatában. A csata után Nagyváradra küldték az ottani népfelkelés szervezésére, azonban Hodosy Miklós, Bihar vármegye kormánybiztosa nem volt hajlandó vele dolgozni, így november 12-én Kossuth Lajos Trencsén és Nyitra vármegye népfelkelési kormánybiztosává nevezte ki. Baloghot katonai szempontból Görgei Artúr parancsnoksága alá rendelték, ugyanakkor nem tartozott a feldunai hadsereg kormánybiztosa, Csány László fennhatósága alá. November 18-án és november 21-én két jelentésben számolt be Kossuthnak a Nyitra és Trencsén vármegyékben tett védelmi intézkedésekről, egyben jelezte, hogy „a nép ingerült hangulata” miatt e vármegyékben nem tanácsos népfelkelést hirdetni.
Részt vett a Balthasar Simunich tábornok, majd a Karl Frischeisen alezredes csapatai elleni hadműveletekben. Szilavetzky Ágoston alezredes lemondása után Ferdinand Querlonde alezredessel és Beniczky Lajos kormánybiztossal közösen irányította a magyar csapatokat a december 11-én lezajlott budetini ütközetben. Az ütközet után példát kívánt statuálni, ezért egy tucat szlovák felkelőt felakasztatott Budatinben, Kiszucaújhelyen és Csacán. December 13-án részletes jelentésben tájékoztatta az Országos Honvédelmi Bizottmányt az eseményekről. Kossuth december 17-én kelt válaszában egy önkéntes gerilla vadász alakulat szervezésével bízta meg, , a szervezésre azonban a császári csapatok decemberi általános támadásának megindulása miatt nem került sor.
Balogh János 1848. december végén visszatért a fővárosba, majd 1849 januárjában átvette a 71. honvédzászlóalj parancsnokságát. A nyári hadjáratban bekövetkezett visszavonulásig alakulatával a komáromi várőrség, a VIII. hadtest kötelékébe tartozott. 1848 júniusában Perczel Mór Duna–Tisza közén formálódó alakulatához vezényelték, ahol egy új honvédzászlóaljat szervezett. Ez a sorszámot már nem kapott alakulat a hadrendekben Balogh-zászlóalj néven szerepel. 1849. július 16-án alezredessé léptették elő és a megalakuló Közép-Tiszai Hadsereg egyik dandárjának parancsnoka lett. Részt vett a magyar fősereg visszavonulását kísérő harcokban és valószínűleg a temesvári csatában is.

## Pályája a szabadságharc után
A szabadságharc után Bem József csapatával Vidinbe menekült, ahonnan Aleppóba internálták. Rövid ideig a török hadseregben ezredesként szolgált, majd Málta szigetén, illetve Londonban élt. A Lamberg-gyilkosságban játszott szerepéért 1851. január 25-én távollétében halálra ítélték. 1859-ig élt számkivetésben. Hazatérése után elfogták, azonban csakhamar szabadon bocsátották, és az 1861. évi országgyűlésen mint Bars vármegye képviselője utoljára lépett föl nyilvánosan. Ekkor visszavonult Érsekújvárra.

## Munkái
Mint szónok apjának szellemével és ékesszólásával szerepelt és beszédei szintén az országgyűlési Naplókban jelentek meg. Egy levelét, melyet Füstről 1838. december 14-én írt báró Wesselényi Miklósnak, a Történeti Lapok közölték (I. 1874. 24. sz.)
Arcképe 1835-ben és 1836-ban a Regélőben, illetve a Rajzolatokban jelent meg.